# Raión de Mosalsk
El raión de Mosalsk (ruso: Моса́льский райо́н) es un distrito administrativo y municipal (raión) ruso perteneciente a la óblast de Kaluga. Se ubica en el oeste de la óblast. Su capital es Mosalsk.
En 2021, el raión tenía una población de 9131 habitantes.
El raión es limítrofe al oeste y noroeste con la óblast de Smolensk.
Antes de la creación de la actual óblast de Kaluga en 1944, el raión de Mosalsk formaba parte de la óblast de Smolensk.

## Subdivisiones
Comprende la ciudad de Mosalsk (la capital), que forma un ayuntamiento urbano sin pedanías, y 176 localidades rurales. Estas últimas se agrupan en los siguientes diez asentamientos rurales:
- Aldea Vorónino
- Aldea Gachki
- Aldea Dólgoye
- Aldea Liudkovo
- Aldea Poskón
- Aldea Putoguino
- Aldea Sávino
- Posiólok Ramenski
- Pueblo Borovensk
- Pueblo Dashino